# Institut für Kosmosforschung
Das Institut für Kosmosforschung (IKF) war eine Forschungseinrichtung der Deutschen Demokratischen Republik (DDR). Seine Hauptaufgabe war es, die Präsenz der DDR im Weltraum zu sichern und auszubauen.

## Geschichte

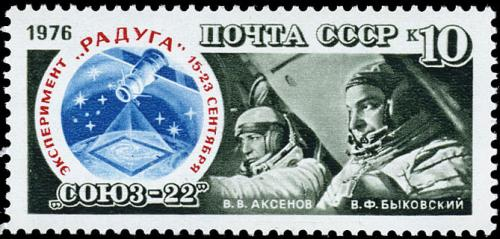
Sowjetische Briefmarke zu Sojus 22 mit Darstellung der Erdbeobachtung mittels MKF 6.

Das IKF gehörte zu den naturwissenschaftlichen Forschungsinstituten der Akademie der Wissenschaften (AdW) der DDR. Es hatte seinen Sitz in Berlin-Adlershof, dem heutigen Gelände des Wissenschafts- und Wirtschaftsstandortes Adlershof (WISTA). Unweit war im September 1909 hier der Flugplatz Johannisthal, einer der ersten Motorflugplätze des Deutschen Kaiserreichs, eröffnet worden. Nach ihrer Gründung im Jahr 1912 nutzte die Deutsche Versuchsanstalt für Luftfahrt (DVL) viele Jahre lang diesen Standort bis 1945. In den 1950er-Jahren siedelten sich hier Institute der AdW an, zu denen in den 1960er-Jahren auch die Kosmosforschung neu hinzukam. Offiziell gegründet wurde das IKF am 1. April 1981, nachdem in den Jahren zuvor die Kosmosforschung von anderen Instituten, vor allem dem Heinrich-Hertz-Institut (HHI), durchgeführt worden war.

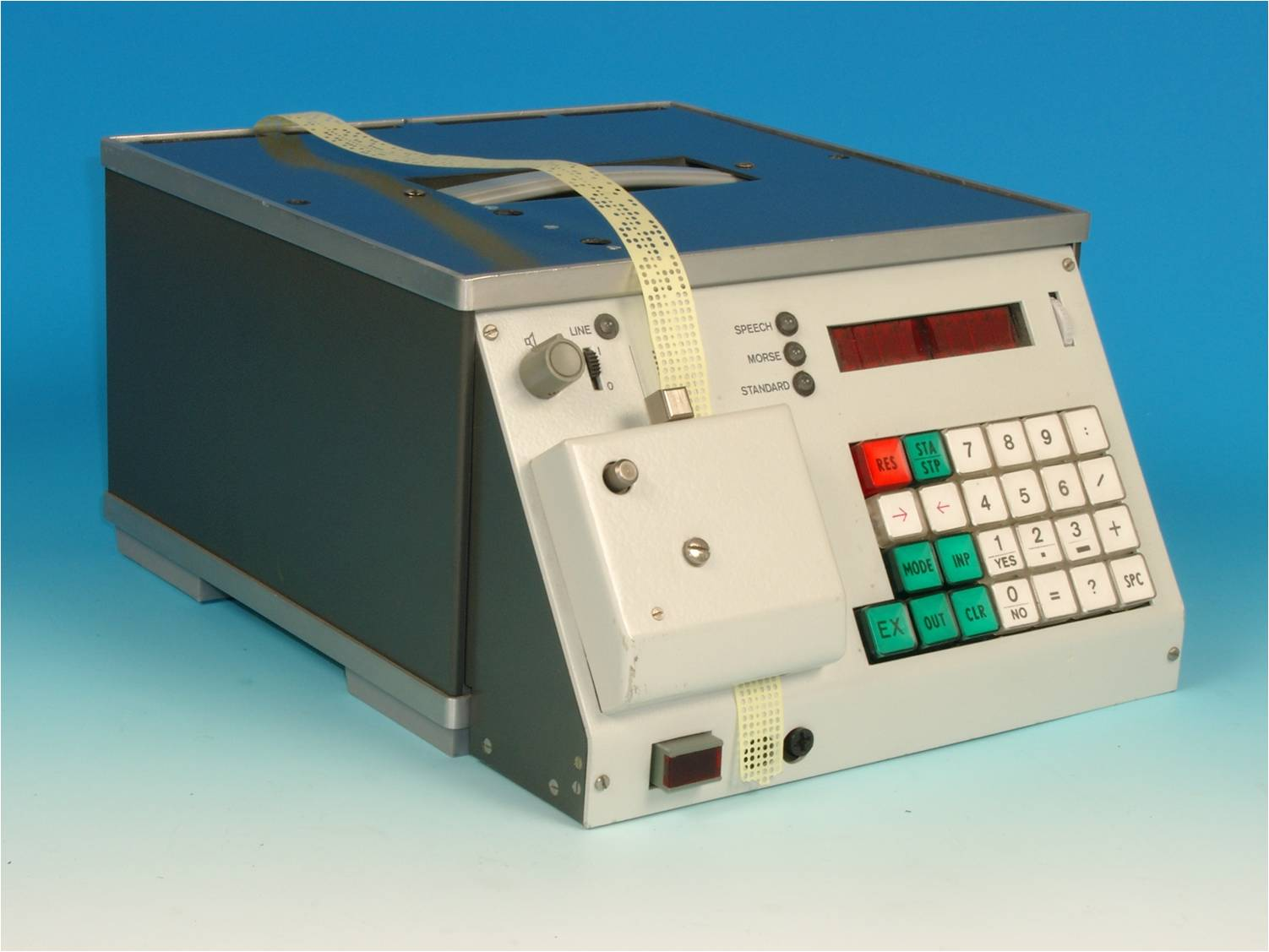
Der Sprachgenerator Gerät 32620 wurde am IKF im Jahr 1984 entwickelt.

Wichtige Weltraumprojekte der DDR wurden am IKF geplant und vorbereitet und deren Durchführung wurde hier koordiniert. Dazu gehörten vor allem Kosmonautenflüge, aber auch die Erkundung von Himmelskörpern, wie der Venus, das Sternennavigationssystem Astro und der Einsatz der Multispektral-Kamera MKF 6. Hierbei war das IKF federführend in Bezug auf die Zusammenarbeit mit anderen osteuropäischen Ländern, insbesondere mit der Sowjetunion (SU).
Außerdem wurden am IKF auch Geräte für das Ministerium für Staatssicherheit (MfS) entwickelt. Dazu gehörte 1984 ein digitaler Sprachgenerator (Bild), genannt „Eiserne Frau“ oder schlicht „Stimme“. Dieses Gerät diente zur Übermittlung von geheimen Sprachnachrichten an im Ausland tätige Agenten über Kurzwellen.
Im Jahr 1990 wurde das IKF ein Partner des Deutschen Zentrums für Luft- und Raumfahrt (DLR), bevor es im Jahr 1992 in den DLR-Instituten für Weltraumsensorik und Planetenerkundung des wiedervereinigten Deutschlands aufging.